# 徳富斌
徳富 斌（とくとみ たけし、1941年11月13日 - ）は、日本のバレーボール選手である。
山口県防府市出身。バレーボール全日本選手であり、1964年（昭和39年）の東京オリンピックのバレーボール競技では男子バレーで銅メダリストとなった。明治大学を経て、八幡製鐵バレー部（現・堺ブレイザーズ）に所属していた。

## 球歴
- 全日本代表としての主な国際大会出場歴
  - オリンピック - 1964年（昭和39年）
  - 世界選手権 - 1962年（昭和37年）
  - ワールドカップ - 1965年（昭和40年）